# Snellius (cratère)
Pour les articles homonymes, voir Snellius.
Snellius est le nom donné à un cratère d'impact lunaire se trouvant dans le secteur Sud-est de la Lune. Il apparaît ovale, vu de la Terre, alors qu'il a une forme parfaitement circulaire. Il se situe entre le cratère Petavius  au nord-est, et le cratère Stevinus (en) au sud.
D'un diamètre de 83 kilomètres, il est profond de 3 500 mètres, et situé par 29.3° au sud et 55.7° à l'est.
Le bord du cratère est érodé et de petits cratères s'y sont formés. Le sol en est irrégulier, le bord ouest marque le début de la Vallis Snellius (vallée de Snell), une des plus longues vallées de la lune, courant sur 500 km vers la Mare Nectaris.
Snellius compte 7 cratères satellites ; A, B, C, D, E, X, Y, de 7 à 37 kilomètres de diamètre.
Il doit son nom au mathématicien et physicien hollandais Willebrord Snell, à qui on doit la loi de Snell.

## Sources
- (en) Une étude approfondie de la zone sud ce cratère et de ses environs par Harold Hill : « A Portfolio of Lunar Drawings », p. 157.

- (en) Une description du de la même zone par John Edward Westfall :  « Atlas of the lunar terminator », p. 136.

- (en) Quelques renseignement sur Petavius et les environs de Snellius Peter Grego : « The moon and how to observe it », p. 194.

- (en) Recherche de photos, cartes et documents concernant Snellius sur le : « Moteur de recherche de l'Institut Lunaire et Planétaire », Universities Space Research Association.

- (en) « Localisation précise et photo du site », supporté par Google Earth, NASA World Wind, Celestia et Stellarium  (site avec licence Creative Commons, voir geody.com).
- (en) Site de la NASA sur tous les reliefs de la Lune : « Lunar Atlas », NASA Ames Research Center.

- (en) Fiches et cartes géologiques des reliefs de la Lune sur le site gouvernemental U.S. de géologie : « Gazetteer of Planetary Nomenclature - Moon Nomenclature Table Of Contents », U.S. Geological Survey.